# Harm Wiersma
Harm Wiersma (Leeuwarden, 13 mei 1953) is een Nederlands dammer, die in 1961 zijn damloopbaan begon bij Damclub Leeuwarden. Hij is in het bezit van de titels Internationaal Grootmeester en Nationaal Grootmeester. Naast het actief dammen organiseert Wiersma ook het damtoernooi Groningen Seaports Masters.

## Nederlands kampioenschap
Hij was acht keer Nederlands kampioen: in 1972, 1974, 1975, 1976, 1977, 1992, 1998 en 2001.

## Europees kampioenschap
Wiersma deed eenmaal mee aan een Europees kampioenschap, in 1999, hij behaalde toen de eerste plaats:
- EK 1999 - eerste plaats met 23 punten uit 15 wedstrijden.

## Wereldkampioenschap

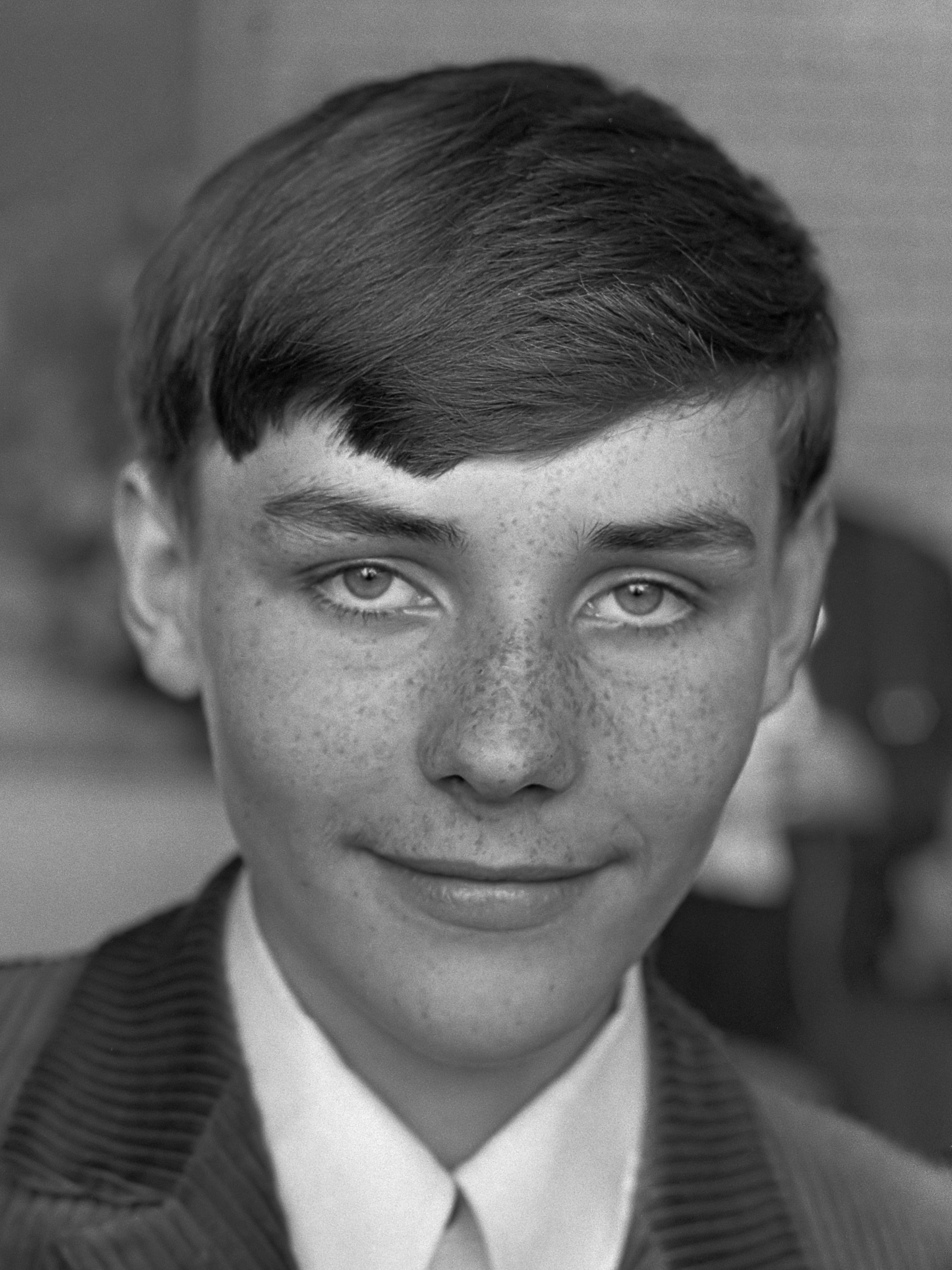
Harm Wiersma (1967)

Wiersma deed tien keer mee aan het toernooi om de wereldtitel en speelde vijfmaal een match om de wereldtitel:
- WK 1968 - vijfde plaats met 21 punten uit 15 wedstrijden.
- WK 1972 - gedeelde tweede plaats samen met Andreiko achter Sijbrands met 25 punten uit 16 wedstrijden.
- WK 1976 - eerste plaats met 28 punten uit 17 wedstrijden.
- WK 1978 - gedeelde eerste plaats samen met Anatoli Gantvarg met 15 punten uit 11 wedstrijden. In de herkamp verloor Wiersma een van de zes partijen waarmee Gantvarg wereldkampioen werd.
- WK-match 1979 - gewonnen van Anatoli Gantvarg met 4 winstpartijen, 14 remises en 2 verliespartijen, 22-18.
- WK 1980 - gedeelde tweede plaats samen met Misjtsjanski achter Gantvarg met 29 punten uit 21 wedstrijden.
- WK-match 1981 - gewonnen van Anatoli Gantvarg met 2 winstpartijen en 18 remises, 22-18.
- WK 1982 - derde plaats met 18 punten uit 13 wedstrijden, dit toernooi werd zonder Sovjetdelegatie gespeeld vanwege visumproblemen.
- WK-achtkamp 1983 - eerste plaats met 18 punten uit 14 wedstrijden.
- WK-match 1983 - gewonnen van Jannes van der Wal met 1 winstpartij en 19 remises, 21-19.
- WK-match 1984 - 18 partijen tegen Vadim Virny eindigden in remise, daarnaast wonnen beide spelers eenmaal hierdoor werd het 20-20 en mocht Wiersma zijn wereldtitel behouden.
- WK 1992 - gedeelde tweede plaats samen met Clerc, Baljakin en Sijbrands achter Tsjizjov met 31 punten uit 23 wedstrijden.
- WK-match 1993/1994 - verloren van Aleksej Tsjizjov met 18 remises en 2 verliespartijen, 18-22.
- WK 1994 - tweede plaats met 25 punten uit 19 wedstrijden.
- WK 1996 - Wiersma strandde in de voorrondes.

## Simultaan dammen
Harm Wiersma heeft veel simultaans gespeeld en is houder van het wereldrecord damsimultaan. In 1976 op 5 en 6 november heeft hij het wereldduurrecord simultaandammen gevestigd. In 26 uur haalde hij tegen 470 tegenstanders een score van 95%.

## Boeken
- Harm Wiersma, Damjeugd, kennis. Zutphen
- Harm Wiersma, Wiersma over Sijbrands tegen Andreiko. 1974, Spectrum, Utrecht/Antwerpen
- Harm Wiersma, Damminiaturen. 1977, Spectrum, Utrecht/Antwerpen
- Harm Wiersma/P.Lauwen, Dammen in ontwikkeling; deel 1 en 2. 1980 Leiden
- Harm Wiersma, Dammen, Inleidende spelkennis. 1987, Tirion Sport, Baarn
- Harm Wiersma, Dammen, De rol van de combinatie. 1987, Tirion Sport, Baarn
- Harm Wiersma, Dammen, Strategie en taktiek. 1987, Tirion Sport, Baarn
- Harm Wiersma, Dammen, Analyse van spelvormen. 1987, Tirion Sport, Baarn

## Politiek
Wiersma sloot zich in 2001 aan bij Leefbaar Nederland en volgde Fortuyn na diens breuk met Leefbaar Nederland in de LPF. In mei 2002 was de geboren Fries een van de 26 leden van de LPF, die werden verkozen in de Tweede Kamer. Daar hield hij zich onder meer bezig met Buitenlandse Zaken (derde wereld, Oost-Europa), Sport, Sociale Zaken en Rijksuitgaven. Harm Wiersma heeft bij zijn werkzaamheden als Tweede Kamerlid ondersteuning gekregen van zijn zoon Joeri Wiersma als persoonlijk secretaris die onder andere bestuurskunde/overheidsmanagement aan de Thorbecke Academie heeft gestudeerd (niet afgerond). Naar aanleiding van onderzoek zijn onder andere Kamervragen gesteld aan de Ministers van Binnenlandse Zaken en Koninkrijksrelaties & Justitie over de praktijk van de gemeente Leeuwarden door met een Adviescommissie Bezwaarschriften bestaande uit slechts twee commissieleden te adviseren in tegenstelling tot de wettelijk verplichte samenstelling van drie commissieleden. Wiersma keerde in januari 2003 niet terug in de Kamer. Eerder, in 1977, was Wiersma lijstduwer voor de Boerenpartij bij de Tweede Kamerverkiezingen. Bij de Europese Parlementsverkiezingen 2009 was hij een van de drie lijsttrekkers van de Europese Klokkenluiders Partij.